# Gouy (Seine-Maritime)
Gouy is een gemeente in het Franse departement Seine-Maritime (regio Normandië) en telt 765 inwoners (2005). De plaats maakt deel uit van het arrondissement Rouen.

## Geografie
De oppervlakte van Gouy bedraagt 5,0 km², de bevolkingsdichtheid is 153,0 inwoners per km².
De onderstaande kaart toont de ligging van Gouy (Seine-Maritime) met de belangrijkste infrastructuur en aangrenzende gemeenten.

## Demografie
Onderstaande figuur toont het verloop van het inwonertal (bron: INSEE-tellingen).